# Brand Nubian
Brand Nubian est un groupe de hip-hop américain, originaire de la Nouvelle-Rochelle, à New York. Leurs textes politiquement engagés et leurs beats influencés par la soul, le jazz et le rock leur ont valu un grand succès 
dans les années 1990.

## Biographie
Brand Nubian est formé en 1989 à la Nouvelle-Rochelle. Grand Puba (né Maxwell Dixon) avait auparavant enregistré au sein d'un groupe appelé Masters of Ceremony, et est rejoint par Sadat X (né Derek Murphy, originellement Derek X), Lord Jamar (né Lorenzo DeChalus), et DJ Alamo (le cousin de Murphy). Membres de la Five-Percent Nation (un courant de pensée inspiré de l’Islam), ils ont influencé de nombreux artistes comme dead prez, KMD, Busta Rhymes ou encore certains membres du Wu-Tang Clan.
Le groupe signe avec le label Elektra Records et publie son premier album, One for All, publié en 1990. Il connaît un grand succès, notamment en raison de son message politique, et atteint la 130e place du Billboard 200. Il reste un « classique » du hip-hop et l'un des disques les plus piratés de l’industrie discographique du rap[réf. nécessaire]. L'accueil de l'album est élogieux,, mais la rhétorique de l'album — en particulier le titre Drop the Bomb — met le feu aux poudres, et certains employés d'Elektra refusent de faire la promotion de ce qu'ils considéraient comme du « racisme à l'envers. ».
Le groupe est particulièrement affecté par le départ de Grand Puba à la fin de 1991, et des tensions font surface. Puba publie son premier album solo, Reel to Reel, en 1992 ; entretemps, Lord Jamar et Sadat X se réunissent avec DJ Sincere (né Terrence Perry) et publient In God We Trust en 1993. Il se vend bien, mais manque le top 10 des R&B Charts, et leur single Punks Jump up to Get Beat Down devient un hit mais attise la haine des lobbies anti-gay. En l'absence de Puba, les rhétoriques pro-Islam se font plus fortes. Le 1er novembre 1994, ils publient l'album controversé Everything Is Everything, et la presse spécialisée peut difficilement les défendre aussi bien dans leur musique que dans leurs paroles. Il atteint malgré tout la 54e place du Billboard 200. Après l'accueil glacial de l'album, les membres restants de Brand Nubian se séparent. Sadat X se réunit avec Grand Puba pour Play It Cool, une chanson extraite de leur futur deuxième album ; Sadat publie son premier album solo, Wild Cowboys, en 1996.
Les membres restent toujours actifs : Lord Jamar joue dans plusieurs séries télévisées (Oz, New York, police judiciaire, Les Soprano, New York 911). On[Qui ?] trouve régulièrement dans les bacs des albums solo de Grand Puba ou Sadat X mais également des albums de Brand Nubian dont le dernier Time's Runnin est sorti en 2007.

## Discographie

### Albums studio
- 1990 : One for All
- 1993 : In God We Trust
- 1994 : Everything is Everything
- 1998 : Foundation
- 2004 : Fire in the Hole
- 2007 : Time's Runnin' Out

### Compilations
- 2001 : The Very Best of Brand Nubian
- 2010 : Enter the Dubstep 2